# Kittlitz' alk
De Kittlitz' alk (Brachyramphus brevirostris) is een vogel uit de familie alken (Alcidae). Deze vogel is genoemd naar de Duitse ornitholoog Heinrich von Kittlitz.

## Herkenning
De vogel is 22 tot 23 cm lang en weegt gemiddeld 224 gram. In broedkleed is de volwassen vogel van onder bruin gestreept en van boven donker met een stompe zwarte snavel. In winterkleed is de vogel leigrijs met lichte vlekken van boven, maar van onder wit.

## Verspreiding en leefgebied
De vogel broedt aan de kusten van de Beringzee, Golf van Alaska, Zee van Ochotsk van Kamtsjatka, de Koerillen, Aleoeten tot ver in Alaska. Buiten de broedtijd zwermt de vogel verder uit rond deze kusten van Noord-Japan tot het zuiden van Alaska.

## Status
De grootte van de wereldpopulatie werd in 2014 geschat op 32.000 tot 55.000 volwassen individuen. De Kittlitz' alk gaat in aantal achteruit. Deze achteruitgang heeft diverse oorzaken zoals klimaatverandering, verstoring door recreatievaart en sportvisserij in het gebied, oliewinning en beroepsvisserij met kieuwnetten. Vòòr 2014 werd gedacht dat deze achteruitgang een zeer verontrustend tempo had en stond de vogel als ernstig bedreigd op op de Rode Lijst van de IUCN. Later bleek dat dit tempo van achteruitgang minder hoog is en daarom is de status nu gevoelig voor uitsterven.